# Tristan Flore
Tristan Flore (Montélimar, Drôme, 2 januari 1995) is een Frans professioneel tafeltennisser. Hij speelt rechtshandig met de shakehandgreep.
Hij vertegenwoordigde zijn land op de Olympische Zomerspelen 2016 maar won geen medailles.

## Belangrijkste resultaten
- Brons met het team op de Europese kampioenschappen 2015.
- Brons met het team op de Europese kampioenschappen 2017.
- Brons met het team op de Europese kampioenschappen 2019.